# Embuscade d'Oued Zeguar
L'embuscade d'Oued Zeguar a lieu le 19 août 2008 en Algérie. Elle est tendue par Al-Qaïda au Maghreb islamique contre la police et l'armée algérienne.

## Déroulement
Le 19 août 2008, un convoi de trois véhicules de la police algérienne tombe dans une embuscade alors qu'il était en patrouille dans la région de l'Oued Zeguar, dans la localité d'Aïn Kechra, près de la ville de Skikda,,. L'attaque, menée par des djihadistes d'AQMI, débute à environ 20 heures par l'explosion d'une bombe au passage des véhicules,,. Les djihadistes, embusqués, ouvrent ensuite le feu,. Tous les policiers sont abattus. Leurs corps sont dépouillés de leurs armes et de leurs uniformes,,. Des militaires de l'Armée nationale populaire arrivent alors en renfort, pour certains par hélicoptères, mais une deuxième bombe est actionnée à leur arrivée,,. 

## Les pertes
Selon des médias algériens, huit policiers, trois militaires, un civil et quatre djihadistes sont tués dans l'embuscade,,,,. Un officier, le lieutenant-colonel Rahmouni Mohammed, figure parmi les morts,. Une dizaine de militaires et de policiers sont également blessés,.